# Prosopocera vitticollis
Prosopocera vitticollis là một loài bọ cánh cứng trong họ Cerambycidae.